# Jack Haven
Jack Haven, nato come Brigette Lundy-Paine (Dallas, 10 agosto 1994) è un attore statunitense, noto soprattutto per i suoi ruoli nel film Il castello di vetro e nella serie televisiva Atypical.

## Biografia
Jack Haven è nato a Dallas, in Texas. I suoi genitori, Laura Lundy e Robert Paine, sono entrambi attori e registi della San Francisco Bay Area; ha un fratello minore. 
Nel novembre del 2019 Haven fece coming out definendosi di genere non-binario, affermando di sentirsi da sempre "un po' un ragazzo, un po' una ragazza, un po' nessuno dei due" e di preferire l'uso del pronome "they singolare" (che in inglese è usato come pronome neutro e che non ha traduzione precisa in italiano). Il 21 gennaio 2025 si presenta al pubblico con il suo nuovo nome, Jack Haven.
Oltre ad attore è cantante nel gruppo pop Subtle Pride. 

## Filmografia

### Cinema
- Irrational Man, regia di Woody Allen (2015)
- Il castello di vetro (The Glass Castle), regia di Destin Daniel Cretton (2017)
- Matrimonio con l'ex (The Wilde Wedding), regia di Damian Harris (2017)
- Downsizing - Vivere alla grande (Downsizing), regia di Alexander Payne (2017)
- Action Point, regia di Tim Kirkby (2018)
- Bombshell - La voce dello scandalo (Bombshell), regia di Jay Roach (2019)
- Bill & Ted Face the Music, regia di Dean Parisot (2020)
- Ho visto la TV brillare (I Saw the TV Glow), regia di Jane Schoenbrun (2024)
- Love, Brooklyn, regia di Rachael Abigail Holder (2025)
- After This Death, regia di Lucio Castro (2025)
- Queens of the Dead, regia di Tina Romero (2025)

### Televisione
- Margot vs. Lily - serie TV, 8 episodi (2016)
- Atypical - serie TV, 28 episodi (2017-2021)

## Riconoscimenti
- Gotham Independent Film Awards
  - 2024 – Candidatura per la miglior interpretazione non protagonista per Ho visto la TV brillare[2]

## Doppiatrici italiane
Nelle versioni in italiano delle opere in cui ha recitato, Jack Haven è stato doppiato da:
- Joy Saltarelli in Atypical
- Virginia Brunetti in Bombshell - La voce dello scandalo
- Veronica Benassi in Ho visto la TV brillare